# André Marchand
André Marchand (Ettelgem, 2 mei 1941 - aldaar, 29 november 2008) was een Belgisch timmerman die bekend is geworden als houtbeeldhouwer.
Marchand werd geboren als zoon van de timmerman Henri Marchand, en volgde zijn vader op. Hij zette hiermee een traditie voort; de Marchands waren al zeven generaties timmerman van vader op zoon. Heel zijn leven lang was hout de rode draad, niet alleen tijdens zijn actieve loopbaan, maar ook toen hij met pensioen ging. Hij legde zich toen toe op het maken van beelden uit hout. Een meer dan 2,40 meter hoog beeld van een reiger is een van de pronkstukken, maar ook de kunstgevel aan zijn ouderlijk huis in Ettelgem werd hoog aangeschreven.
Zijn werken hebben een grote culturele waarde en Marchand  werd dan ook uitgeroepen tot cultureel ambassadeur van de stad Oudenburg waar Etelgem inmiddels een deelgemeente van was geworden. Marchand kreeg bezoek van diverse ministers, waaronder Paul Van Grembergen, Renaat Landuyt, Karel De Gucht en Vincent Van Quickenborne.  Ook voor andere bekende Vlamingen, zoals gouverneur Paul Breyne en bisschop Roger Vangheluwe, was Marchand geen onbekende. Het kabinet van minister van cultuur Bert Anciaux kocht het beeld De Krab aan waarmee Marchand eerder al een prijs had gewonnen.
Marchand overleed op 67-jarige leeftijd.